# Tunel Lærdal

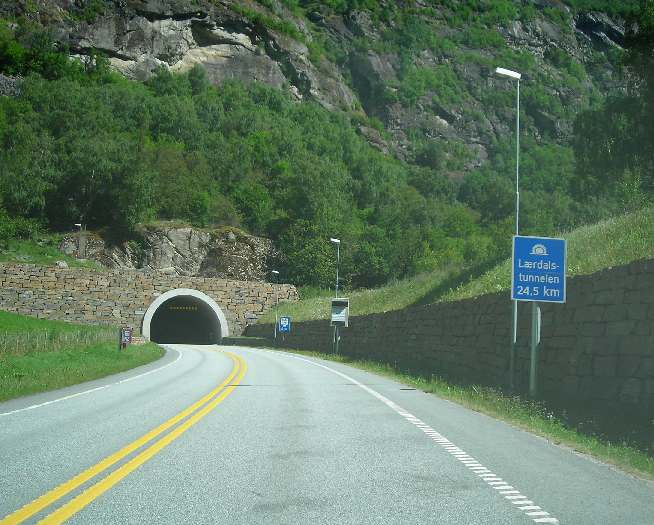
Wjazd od południa

Tunel Lærdal (Lærdalstunnelen) – tunel drogowy, długości 24 510 m, łączący Lærdal oraz Aurland w Norwegii, w regionie Sogn og Fjordane. Jego budowa rozpoczęta została w 1995 i ukończona w 2000. Jest najdłuższym tunelem drogowym świata.